# Alessandro Danesin
Alessandro Danesin (Venezia, 3 marzo 1962) è un politico italiano, esponente di Forza Italia e già parlamentare europeo.

## Biografia

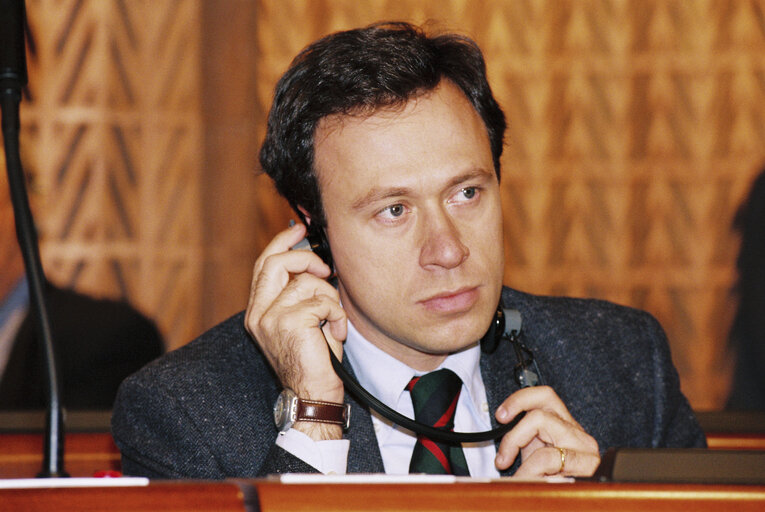
Alessandro Danesin nel 1997

È stato eletto deputato europeo alle elezioni del 1994 per le liste di Forza Italia. È stato vicepresidente della Delegazione per le relazioni con l'Ucraina, la Bielorussia e la Moldavia; membro della Commissione per gli affari istituzionali, della Commissione per i trasporti e il turismo, della Delegazione per le relazioni con la Repubblica Ceca, la Repubblica Slovacca e la Slovenia, della Delegazione per le relazioni con la Svizzera, l'Islanda e la Norvegia, della Delegazione alla commissione parlamentare mista UE-Bulgaria, della Commissione per le petizioni.
Il 22 ottobre 2007 è stato eletto all'unanimità coordinatore cittadino di Forza Italia nel comune di Venezia.